# Tagajō
Tagajō (jap. 多賀城市, -shi) ist eine Stadt in der Präfektur Miyagi auf Honshū, der Hauptinsel von Japan.

## Geschichte
Die Stadt ist benannt nach der Burg Taga, die seit der Nara-Zeit zum Schutz gegen die Emishi im Norden Japans erbaut worden war. Nach 802 diente die Burganlage immer noch als Verwaltungszentrum des Umlandes. Gebäude sind nicht erhalten, aber die Anlage gilt als eine der drei besterhaltenen aus der Nara-Zeit.

## Die Stadt heute
In Tagajō befindet sich einer der drei Campus der Tōhoku-Gakuin-Universität.

## Tōhoku-Erdbeben 2011
Am 11. März 2011 wurde die Stadt vom Tōhoku-Erdbeben und dem darauffolgenden Tsunami getroffen. Die Anzahl der völlig zerstörten Wohngebäude wird auf 1.746 und die der teilweise zerstörten auf 3.730 beziffert.
Die Brand- und Katastrophenschutzbehörde (Fire and Disaster Management Agency, FDMA) meldete bis zu ihrem 124. Schadensbericht vom 19. Mai 186 Tote und 4 Vermisste und erhöhte die Angaben bis zum 157. Schadensbericht vom 7. März 2018 auf 219 Tote. Gemessen an der Gesamtbevölkerung Tagajōs, die bei der Volkszählung von 2010 mit 63.060 angegeben worden war, betrug die Opferquote durch die Katastrophe von 2011 0,3 %. Für das Überflutungsgebiet des Tsunamis in Tagajō, das eine Fläche von 6 km2 umfasste, ergab sich eine Opferquote von 1,10 Prozent.
| Gebiet in Tagajō | Todesopfer | Todesopfer | Einwohner | Tsunami                   | Tsunami             | Entfernung zur nächsten Evakuierungsstätte [m] |
| Gebiet in Tagajō | Rate [%]   | Anzahl     | Einwohner | Max. Überflutungshöhe [m] | Ankunftszeit [min.] | Entfernung zur nächsten Evakuierungsstätte [m] |
| --- | ---------- | ---------- | --------- | ------------------------- | ------------------- | ---------------------------------------------- |
| Miyauchi | 5,61       | 21         | 374       | 2,61                      | 68                  | 1.046                                          |
| Meigetsu | 1,61       | 17         | 1.053     | 1,91                      | 68                  | 823                                            |
| Yawata | 0,35       | 15         | 4.310     | 1,96                      | 68                  | 359                                            |
| Sakuragi | 0,48       | 14         | 2.938     | 2,48                      | 68                  | 745                                            |
| Sakae | 1,57       | 11         | 702       | 2,67                      | 68                  | 779                                            |
| Oshiro | 0,19       | 9          | 4.689     | 1,93                      | 68                  | 865                                            |
| Machimae | 0,18       | 2          | 1.113     | 1,48                      | 68                  | 911                                            |
| Quelle: Gesamtbevölkerung laut Statistics Bureau (統計局) und Director-General for Policy Planning (政策統括官), Volkszählung 2010; Todesopfer laut Brand- und Katastrophenschutzbehörde (消防庁 = Fire and Disaster Management Agency, FDMA); Maximale Überflutungshöhe und Ankunftszeit des Tsunamis laut The 2011 Tohoku Earthquake and Tsunami Joint Survey Group; Entfernung zur nächsten Evakuierungsstätte vom Wohnort laut den Evakuierungsstättendaten der Cabinet Secretariat Civil Protection Portal Site (https://www.kokuminhogo.go.jp/en/pc-index_e.html) des Kabinettssekretariat (内閣官房) und den Luftaufnahmen und Karten der Geospatial Information Authority of Japan (GSI) vom Tsunami Damage Mapping Team, Association of Japanese Geographers. |            |            |           |                           |                     |                                                |

## Geographie
Tagajō liegt südlich von Shiogama und nördlich von Sendai.

## Verkehr

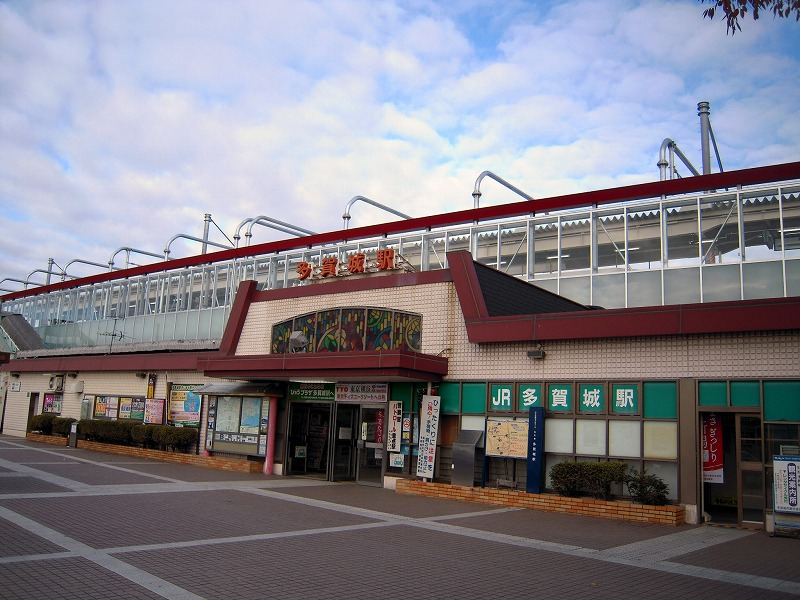
Bahnhof Tagajō

- Zug:
  - JR Senseki-Linie
  - JR Tōhoku-Hauptlinie
- Straße:
  - Sanriku-Jukan-Autobahn
  - Nationalstraße 45

## Angrenzende Städte und Gemeinden
- Sendai
- Shiogama
- Shichigahama
- Rifu

## Städtepartnerschaften
- Dazaifu, Japan, seit 2005
- Tendō, Japan, seit 2006
- Nara, Japan, seit 2010

## Weblinks

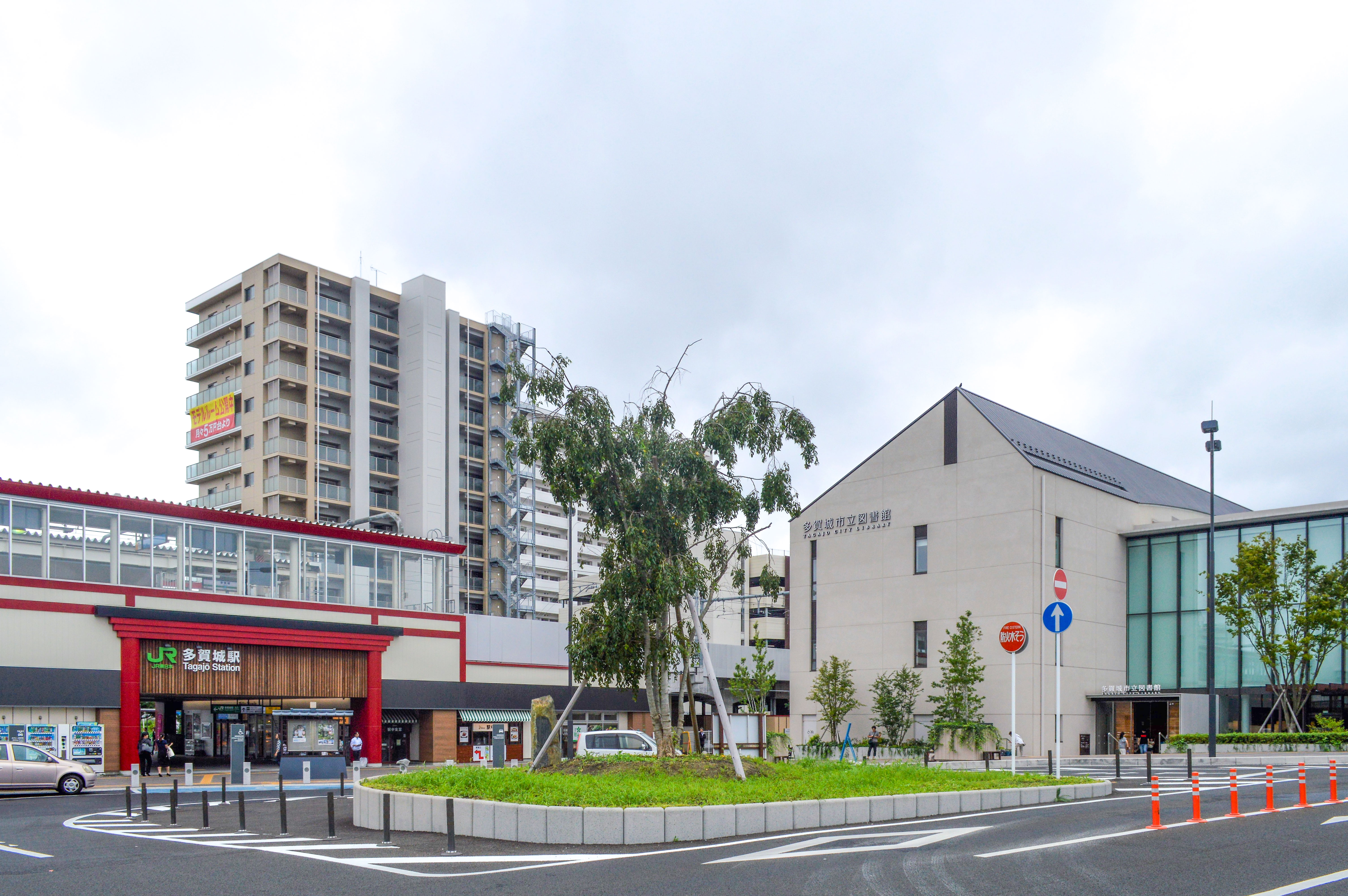
Bahnhof Tagajo und Stadtbibliothek Tagajo

## Einzelnachweise

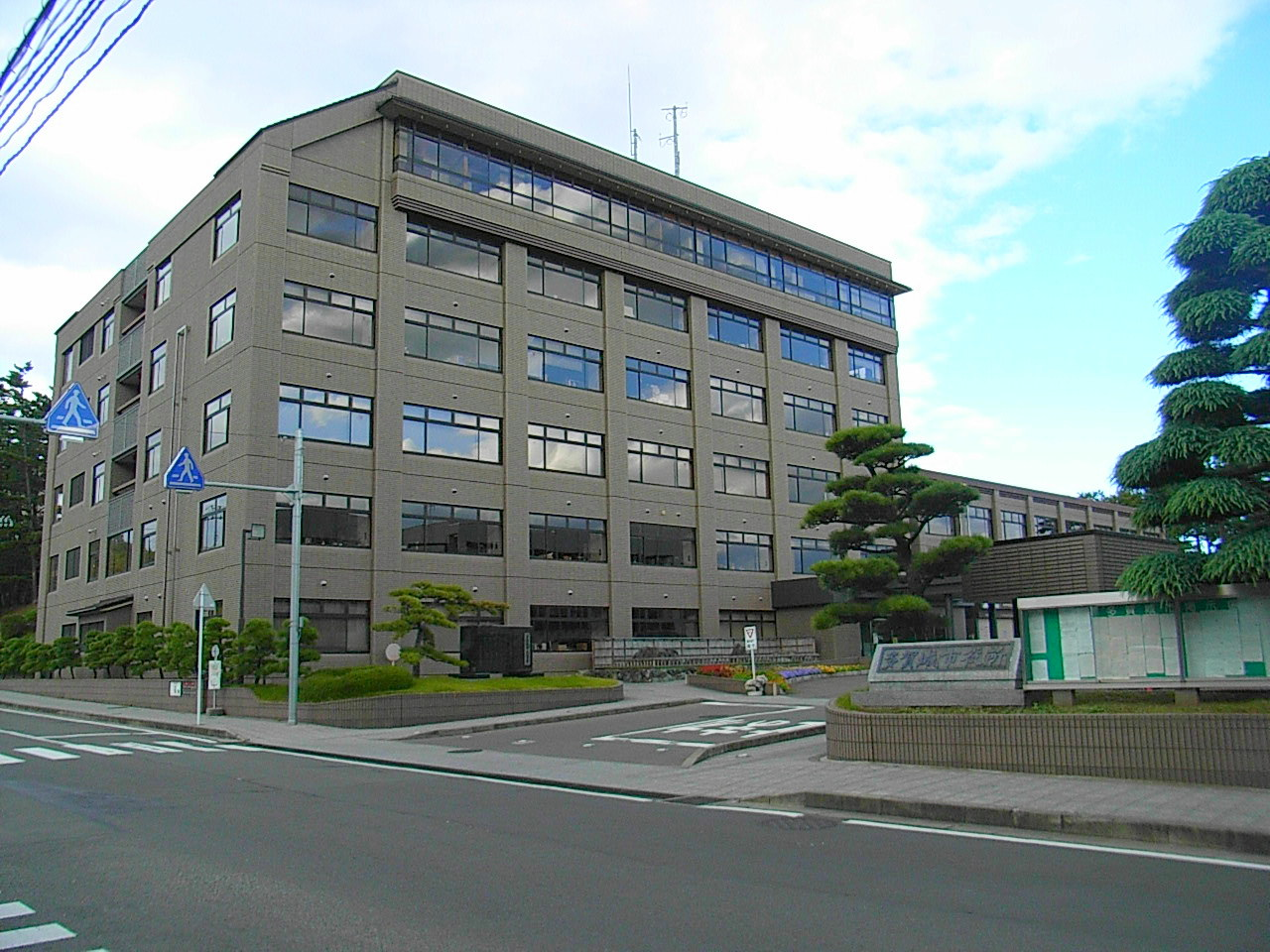
Rathaus von Tagajō

## Persönlichkeiten
- Yūta Gōke (* 1999), Fußballspieler